# برایان گومز
برایان گومز (انگلیسی: Brian Gómez؛ زادهٔ ۱۵ فوریهٔ ۱۹۹۴) بازیکن فوتبال اهل آرژانتین است.
از باشگاه‌هایی که در آن بازی کرده‌است می‌توان به باشگاه فوتبال آرژانتینوس جونیورز اشاره کرد.